# Henri Cornat
Henri Cornat, né le 14 février 1903 à Lunéville et mort le 16 juin 1968, est un homme politique français.

## Biographie
Nommé à la tête de la mairie de Valognes en 1941, il est destitué à la Libération, mais retrouve ce siège en 1953, jusqu'à sa mort. Nommé également par Vichy au conseil départemental de la Manche en 1941, il préside le Conseil général de la Manche de 1946 à 1968.
Il est élu le 21 décembre 1952 au Sénat, où il siège au sein du groupe des Républicains indépendants. Réélu en 1955, 1959 et 1965, il est désigné Vice-président de la commission des Affaires économiques de la chambre haute.

## Hommages
Le lycée de Valognes porte son nom depuis 1969. Henri Cornat est en outre commémoré par trois rues de communes de la Manche : la rue Henri Cornat à Valognes et La Glacerie, et la rue Président Henri Cornat à Siouville-Hague.